# マリオ・ロドリゲス
マリオ・ロドリゲス（Mario Rodriguez、1988年10月6日 - ）は、メキシコのプロボクサー。シナロア州グアサベ出身。元IBF世界ミニマム級王者。

## 来歴
2005年12月17日、プロデビュー。2回TKO負け。
2008年8月29日、後のWBA世界ライトフライ級暫定王者ホセ・アルフレド・ロドリゲスと対戦し0-3の判定負けを喫した。
2008年10月31日、ラウル・カスタネダと対戦し、0-2（75-76、76-77、77-77）の判定負け。
2009年5月15日、WBCアメリカ大陸ミニマム級王座決定戦でラウル・カスタネダと7ヵ月ぶりに再戦。判定上では0-3（103-108、103-107、104-107）とカスタネダにリードを許す苦しい展開だったが、12回1分38秒TKO勝ちを収め、逆転で王座獲得に成功した。
2010年8月14日、シナロア州グアサベで世界初挑戦。WBO世界ミニマム級王者ドニー・ニエテスと対戦したが、12回0-3（109-119、110-118、112-116）の大差判定負けを喫し、王座獲得に失敗した。
2011年5月28日、WBC世界ライトフライ級シルバー王者ペドロ・ゲバラと対戦し、1-1（111-116、114-114、115-112）の判定で引き分けた為、王座獲得に失敗した。
2011年7月30日、マヌエル・ヒメネスとNABF北米ミニマム級王座決定戦で対戦。5回にダウンを奪い終始有利とし、12回3-0（2者が118-109、117-110）の大差判定勝ちを収め、王座獲得に成功した。同王座は1度防衛した。
2012年2月18日、元WBC世界ライトフライ級王者ヒルベルト・ケブ・バースの再起戦の相手に登場。フライ級契約の試合とあり試合前ロドリゲスが「未知の階級」と話した通り、自身初のフライ級での試合に対し、ゲブ・バースは過去にこの階級でリングに上がったこともあり、大方ゲブ・バース有利でコンパヤック・ポープラムックとの指名挑戦権を持っていたこと、そして両者ともWBCの世界ランカー同士のハイレベルの試合を期待する声が大方にもかかわらず、5回ボディショットで10カウント。KO勝ちで大きな勝利をつかみ、世界ランキングも大幅に上昇。敗れたゲブ・バースは逆に大一番が白紙になった。
2012年9月1日、IBF世界ミニマム級王者のヌコシナチ・ジョイと対戦し、7回2分7秒KO勝ちを収め王座獲得に成功した。
2013年3月30日、シナロア州グアサベでIBF世界ミニマム級6位高山勝成と対戦し、0-3の判定負けで初防衛に失敗し王座から陥落した。
2013年7月20日、キンタナロー州プラヤ・デル・カルメンにてWBC世界ライトフライ級シルバー王者ペドロ・ゲバラと対戦し、0-3の判定負けで王座奪取に失敗した。
2015年1月11日、バハ・カリフォルニア州ティフアナのアウディトリオ・ムニシパル・ファウスト・グティエレス・モレノでアルマンド・トーレスと対戦し、5回1分18秒TKO勝ちを収めた。
2015年3月21日、チアパス州タパチュラのパレンケ・デ・ラ・フェリア・メソアメリカーナでカルロス・ブイトラゴとNABA北米ミニマム級王座決定戦を行い、12回0-3（93-96、93-96.5、93-95.5）の判定負けを喫し王座獲得に失敗した。

## 獲得タイトル
- WBCアメリカ大陸ミニマム級王座
- NABF北米ミニマム級王座
- IBF世界ミニマム級王座（防衛0）